# Never Let Me Go
Never Let Me Go är en roman från 2005 av nobelpristagaren Kazuo Ishiguro. Den filmatiserades år 2010. 

## Handling
Romanen är skriven i ett "jag-perspektiv" där Kathy H är berättaren. Historien förmedlas Kathy som minns olika händelser i sitt liv, precis som i många andra av Ishiguros romaner.